# Pagodroma nivea

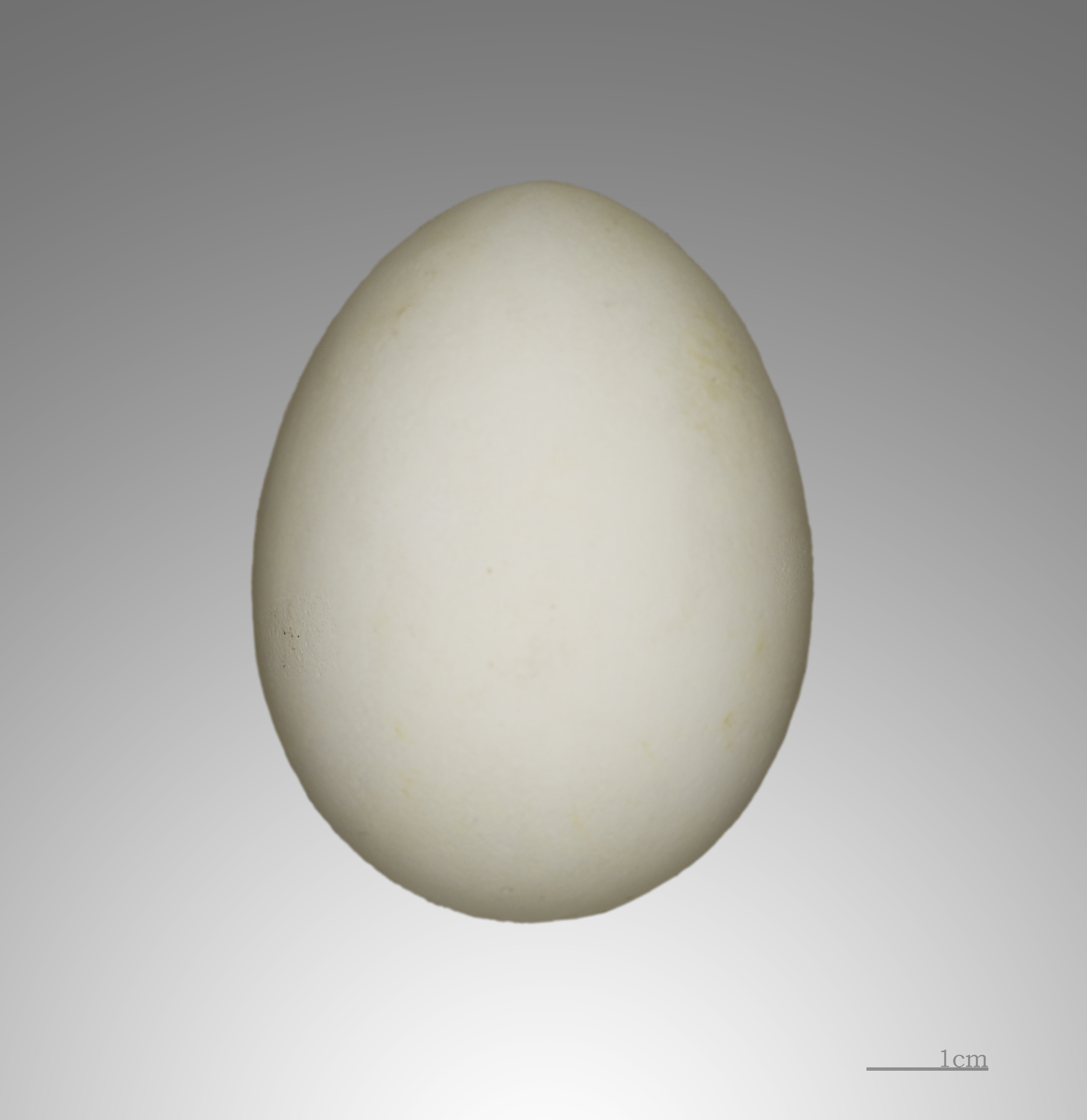
Pagodroma nivea

Hải âu pêtren tuyết (danh pháp hai phần: (Pagodroma nivea) là một loài hải âu. Loài này nắm giữ kỷ lục phương Nam là loài Pagodroma nivea (tên tiếng Anh: hải âu pêtren tuyết) khi có thể sinh sản ở khu vực lấn sâu tới 440 kilômét trong châu Nam Cực.

## Phân loài
Có hai phân loài, 
- Pagodroma nivea confusa sinh sản ở quần đảo South Sandwich và quần đảo Géologie.[4]
- Pagodroma nivea nivea sinh sản ở bán đảo Nam Cực, quần đảo South Georgia, và các đảo khác của quần đảo Scotia.[4]